# Трікі

Орнамент вишивки трікі

Трі́кі (оахака: МФА: [triki], іспанською: МФА: [ˈTɾiki]) або Тріке (іспанською: МФА: [ˈTɾike]) — корінне населення західної частини мексиканського штату Оахака, центром якого є муніципалітети Хустлауака, Тлаксіако та Путла. За даними опитувань Ethnologue, їхня кількість становить близько 23000. Мова трікі — міштеканська мова генетично належить до отомангейських мов. Люди трікі відомі своїми характерними тканими хуїпілями, кошиками та морралями (сумочками).
Люди трікі живуть у гірському регіоні, який називають «Ла Міштека Байя», в південно-західній частині штату Оахака, Мексика. Висота в районі Трікі коливається від 1,500—3,000 м (4,921—9,843 фут). Ця висока висота дозволяє низькорослим купчастим хмарам огортати цілі міста у другій половині дня та ввечері.
Як і багато інших мексиканців на півдні, багато чоловіків трікі їдуть до міста Оахака, Мехіко або США на підробітки чи як трудові мігранти. Оскільки середньоденна заробітна плата в сільській Оахакані становить менше 5 доларів (США), а Ла Міштека — найбідніший регіон Оахаки, міграція та грошові перекази, відправлені назад в Оахаку, приносять економічну вигоду як мігрантам-трікі, так і їхнім сім'ям в Оахаці. Жінки трікі частіше залишаються в регіоні Трікі і не подорожують так часто, як чоловіки трікі.

## Звичаї
Одним із помітних звичаїв людей трікі є практика віна. У доколоніальні та колоніальні часи це було звичною практикою серед корінних американців у Месоамериці, інші групи, такі як міштеки Оахаки, продовжують практикувати шлюб на основі віна. Для культури трікі характерно, що чоловік пропонує сім'ї нареченої гроші, їжу та інші товари в обмін на руку нареченої. Як правило, чоловік і дружина знають одне одного до цього договору, і домовленостей без згоди не існує. Ті, хто проти цього звичаю, стверджують, що він видається їм схожим на рабство чи проституцію. Ті, хто проти втручання в цей звичай, стверджують, що потрібна згода і що цей звичай трікі не сприймається як аморальний.

## Сільське господарство
Економічний дохід трікі отримують завдяки вирощуванню різних культур, таких як кукурудза, квасоля, гарбуз, перець чилі, келіт та квасоля місяцеподібна. Але найважливішими культурами є і банан, і кавові зерна. Продукція продається на тяньгіс (ринки просто неба), що розташовані в Чикауазтла, Копала, Сан-Мартін, Ітуньосо, Тлаксіако, Путла чи Юхтлуака.
Трікі практикують підсічно-вогневу систему землеробства. Цю роботу виконують різні сім'ї (від 20 до 30 осіб), щоб садити мільпу (кукурудзяні поля) на великих теренах. Цей тип спільної роботи відомий як «міпа колектів» або «мільпа ен компанія»

## Тваринництво
Іншим джерелом доходу для сімей трікі є тваринництво. В основному вони вирощують велику рогату худобу, корів, овець, кіз, свиней та коней. У менших масштабах вони також вирощують курей, індиків та качок. У низинах вони також займаються бджільництвом.

## Спорт
Основним видом спорту, яким займаються люди трікі, є баскетбол, і, таким чином, баскетбольний майданчик можна знайти у всіх їхніх оточуючих громадах. Турніри проводяться під час місцевих фестивалів, де беруть участь усі спортсмени. Різні навчальні заклади також проводять турніри з баскетболу серед усіх навколишніх шкіл. Набирає популярності, хоч і не широко практикується серед тріків, футбол.
Документальний фільм «Гігантес Дескальцос» описує команду молодіжних баскетболістів трікі. Характерною особливістю баскетболістів трікі є те, що вони грають голініж.